# Adesões focais
Adesões focais são junções que estão relacionadas à adesão célula-matriz, distribuídos ao longo das membranas basais das células dos epitélios.
As integrinas são dímeros formados por duas cadeias polipeptídicas (alfa e beta), que fazem a intercomunicação da célula com a matriz extracelular.
Adesões focais promovem a adesão de uma variedade de células, incluindo fibroblastos, à matriz extracelular. Os domínios citoplasmáticos das subunidades beta das integrinas nessas junções célula-matriz ancoram o citoesqueleto de actina através de feixes de actina.